# Schwäbisch Gmünd
Schwäbisch Gmünd é uma cidade da Alemanha, no distrito dos Alpes Orientais, na região administrativa de Estugarda, estado de Baden-Württemberg.
Era conhecida como Gamúndia (em latim: Gamundia) durante o período romano.